# Marcel Nadaud
Pour les articles homonymes, voir Nadaud.
Marcel Auguste Édouard Nadaud, né à Limoges le 25 novembre 1887 et mort le 17 février 1943, est un journaliste et écrivain français. 

## Biographie
Marcel Nadaud étudie au lycée Gay-Lussac de Limoges puis entre à l'École de physique et de chimie de Paris mais décide d'abandonner ses études scientifiques pour se consacrer à l'écriture. 
Mobilisé en 1915 lors de la Première Guerre mondiale comme simple soldat dans un régiment d'infanterie, il se trouve devant Angres en juin et est désigné pour le 1er groupe d'aviation à Dijon. En septembre 1915, il sert en Champagne et assiste le 5 septembre à la mort du capitaine Féquant près de Nancy. 
Il devient un spécialiste des erreurs judiciaires et des histoires de guerre aériennes.
Chef du service économique du Petit Journal, on lui doit des romans, souvent d'espionnage, et des pièces de théâtre. 
En 1917, son roman En plein vol publié chez Hachette obtient le prix Montyon.

## Œuvres
Romans
- 1909 : Coups de griffes... Pattes de velours, à l'Office Général d'Éditions[8]
- 1910 : Tendresses... Tristesses, illustrations de Lucien Guy, à l'Office Général d'Éditions[9]
- 1916 : En plein vol. Souvenirs de guerre aérienne, chez Hachette et Cie. Prix Montyon de l'Académie Française.
- 1917 : Les Derniers mousquetaires. Roman de la guerre aérienne, chez Albin Michel[10]
- 1917 : Chignole. La Guerre aérienne, chez Albin Michel
- 1917 : Ma p'tite femme, chez Albin Michel
- 1918 : Guynemer, l'as des as, préface du lieutenant-colonel de l'aviation Adolphe Girod, chez Albin Michel[11]
- 1919 : Les patrouilleurs de la mer. Souvenirs de guerre sous-marine, préface de Charles Le Goffic, chez Albin Michel[12]. Grande médaille de la Ligue maritime française.
- 1919 : Frangipane et Cie. Roman de la guerre aérienne, chez Albin Michel. Prix Chauchard de la Société des gens de lettres[13].
- 1920 : Ziska, chez Albin Michel
- 1920 : Mimi Trottin, chez Albin Michel
- 1920 : Mam'zelle Monoplan, chez Albin Michel[14]
- 1921 : Mon amour chéri, chez Albin Michel
- 1923 : Chignole au paradis, chez Albin Michel[15]
- 1926 : Les grands drames passionnels : de Casque d'Or à Mata-Hari, avec André Fage[16], aux éditions Georges Anquetil
- 1926 : Les Morts mystérieuses et les Sorciers modernes, avec Maurice Pelletier, aux éditions Georges Anquetil
- 1926 : L'armée du crime. La Coco. L'espionnage d'après guerre, avec André Fage, aux éditions Georges Anquetil

Théâtre
- 1912 : La Main rouge, drame en 5 actes et 10 tableaux, avec Alévy, au théâtre de Belleville (31 mars)
- 1912 : La Revue sur le pouce, revue en 1 acte, au théâtre Déjazet (31 octobre)
- 1912 : Fripouille et Cie, drame en 5 actes en prose, avec Alévy, au théâtre de Belleville (15 novembre)[17] puis au théâtre Moncey (29 novembre)[18]. Reprise au théâtre de Belleville le 15 novembre 1913.
- 1913 : On paye en nature !..., comédie en 1 acte, aux éditions C. Joubert
- 1913 : La Nuit de noces de Mam'zelle Gueul'mans, opérette en 2 actes et 3 tableaux, avec Henry d'Arvan, au concert Fantasio  (4 avril)
- 1913 : Julot ne reçoit rien des dames, vaudeville en 1 acte, avec Henry d'Arvan, au théâtre du Château-d'Eau (25 septembre)
- 1913 : Chéri-Bibi, drame en 9 tableaux d'après le roman-feuilleton de Gaston Leroux, avec Alévy, au théâtre Molière (31 octobre)
- 1914 : Un mariage à la Casbah, opérette-vaudeville en 2 actes, avec Henry d'Arvan, musique sur des airs célèbres de Charles Borel-Clerc, au concert Fantasio (13 février)
- 1914 : L'Amour passa, comédie en 1 acte en prose, au théâtre de la Comédie mondaine (13 mars)
- 1917 : L'Angélus, drame en 1 acte, avec Alévy, au théâtre du Grand-Guignol (11 mai)
- 1922 : La Belle Poule, comédie en 3 actes, au Théâtre des Mathurins (2 février)

## Adaptations cinématographiques
- 1918 : Chignole, film muet de 1.980 mètres, réalisation de René Plaissetty, scénario d'Edmond Épardaud d'après le roman Chignole. La guerre aérienne (1917)[19],[20]
- 1922 : Mimi Trottin, film muet en 6 parties, réalisation (et scénario ?) d'Henri Andréani d'après le roman Mimi Trottin (1920)[21],[22]
- 1922 : Ziska, la danseuse espionne, film muet en 7 parties, réalisation (et scénario ?) d'Henri Andréani d'après le roman Ziska (1920)[23]
- 1928 : La Grande Envolée, réalisation de René Plaissetty, scénario d'Edmond Épardaud d'après Chignole. La guerre aérienne (1917).

En 1931, le réalisateur André Berthomieu avait prévu d'adapter la pièce Fripouille et Cie à l'écran, mais le tournage, qui devait se dérouler en juillet-août à Stockholm, n'a pas été mené jusqu'à son terme,.

## Distinctions
- Chevalier de la Légion d'Honneur (décret du 25 septembre 1920)[26]
- Officier de la Légion d'Honneur au titre du ministère de l'Agriculture (décret du 24 août 1924)[27].